# VH1 Brasil
VH1 Brasil ist die brasilianische Version des US-Senders VH1.
Er sendet, wie die meisten Versionen von VH1, 24 Stunden lang. 2007 wurde der Video-Demaind VSpot eröffnet.

## Sendungen
Sendungen waren z. B.:
- America’s Most Smartest Model
- MTV Next
- MTV Unplugged
- South Park